# Dendrophthoe coccinea
Dendrophthoe coccinea là một loài thực vật có hoa trong họ Loranthaceae. Loài này được (Jack) G.Don mô tả khoa học đầu tiên năm 1834.